# Arvis Liepiņš
Arvis Liepiņš (* 18. März 1990 in Madona) ist ein ehemaliger lettischer Skilangläufer.

## Werdegang
Liepiņš nahm von 2008 bis 2018 vorwiegend am Scandinavian Cup teil. Sein erstes Weltcuprennen lief er im Januar 2009 in Otepää, welches er mit dem 70. Platz im Sprint beendete. Seine beste Platzierung bei den Nordischen Skiweltmeisterschaften 2009 in Liberec war der 69. Rang über 15 km klassisch. Bei den Nordischen Skiweltmeisterschaften 2011 in Oslo belegte er den 75. Platz über 15 km klassisch. Den 87. Rang über 15 km Freistil erreichte er bei den Nordischen Skiweltmeisterschaften 2013 im Val di Fiemme. Seine beste Platzierung im Weltcupeinzel erreichte er im Januar 2012 in Otepää über 15 km klassisch sowie im Januar 2014 in Szklarska Poręba im 15-km-Massenstartrennen jeweils mit dem 58. Platz. Sein bestes Ergebnis bei den Olympischen Winterspielen 2014 in Sotschi war der 59. Platz im 50-km-Massenstartrennen. Bei den Nordischen Skiweltmeisterschaften 2015 in Falun belegte er den 58. Platz über 15 km Freistil.